# Ordem da Jarreteira
A Nobilíssima Ordem da Jarreteira (do inglês, Most Noble Order of the Garter), conhecida simplesmente como Ordem da Jarreteira, é uma ordem militar de cavalaria britânica, a mais antiga da Inglaterra e do sistema de honras britânico, fundada em 1348 criada por Eduardo III de Inglaterra, com a dedicação da imagem e das armas a São Jorge, patrono da Inglaterra (embora existam registros de nomeações para a ordem em 1344), baseada nos nobres ideais da demanda ao santo Graal e da corte do rei Artur.
Por ser o mais antigo sistema de honras britânico, é visto como a mais importante comenda desde essa altura até aos dias de hoje. Supõe-se que tenha sido criada para destacar os esforços do reino e de aliados, para conquistar a Terra Santa e um "Império Cristão" nas subsequentes cruzadas, em uma época de ouro para os cavaleiros, a nobreza das guerras.
Os membros da ordem, destacam nobres e reis, são limitados ao Soberano, ao Príncipe de Gales e somente mais vinte e quatro membros ou companheiros, que também incluem cavaleiros e damas supranumerários (por exemplo, membros da família real e monarcas estrangeiros). Conceder a honra, é descrito como uma das poucas prerrogativas executivas remanescentes do monarca de caráter verdadeiramente pessoal.
O emblema da ordem, retratado na insígnia, é uma jarreteira com a escrita "Envergonhe-se quem nisto vê malícia", ou "Maldito seja quem pense mal disto” (do francês antigo: Honi soit qui mal y pense) em letras douradas. Os membros da ordem recebem uma liga nas ocasiões cerimoniais.
A maioria das honrarias britânicas abrange todo o Reino Unido, mas as três mais importantes pertencem a uma nação constituinte. A Ordem da Jarreteira, pertencente a Inglaterra e Gales, é a de maior idade e precedência; a Antiquíssima e Nobilíssima Ordem do Cardo pertence à Escócia; e a agora em desuso Ilustríssima Ordem de São Patrício pertencia à Irlanda. Novas nomeações para a Ordem da Jarreteira sempre são anunciadas no Dia de São Jorge, em 23 de abril.

## História

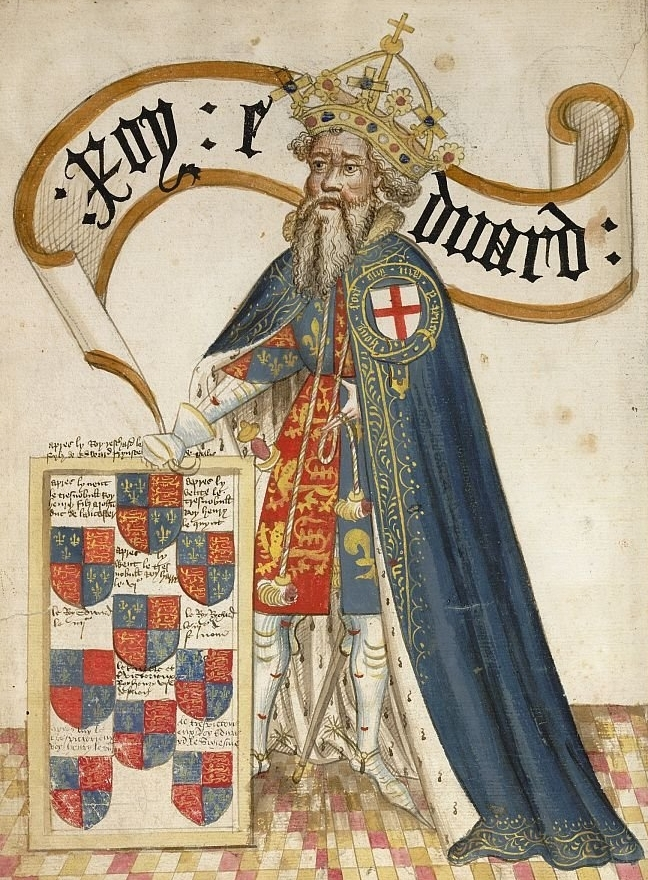
O rei Eduardo III com os trajes de soberano da Ordem da Jarreteira, numa ilustração do Garter Book de 1430, feito por William Bruges (1375-1450), primeiro Rei de Armas principal da Jarreteira.

O rei Eduardo III fundou a Ordem da Jarreteira como "uma sociedade, uma companhia e uma escola de cavaleiros".
O ano da fundação é usualmente presumido ser 1348, entretanto, o Complete Peerage, no "The Founders of the Order of the Garter", diz que os estatutos da ordem foram primeiro instituídos em 23 de abril de 1344, anunciando cada membro fundador como cavaleiro em 1344, incluindo Sir Sanchet d'Abrichcourt que morreu em 20 de outubro de 1345. Outras datas de 1344 a 1351 também foram propostas. As contas dos armários do rei mostram hábitos da Jarreteira pela primeira vez no outono de 1348; pelos seus estatutos originais, era necessário que cada membro já fosse um cavaleiro (o que hoje seria chamado de Cavaleiro Celibatário) e alguns dos membros iniciais eram apenas feito cavaleiros nesse mesmo ano. O conceito foi seguido durante o próximo século por outros monarcas europeus, de fundar suas próprias e prestigiadas ordens de cavalaria.
Os antigos arquivos da ordem foram destruídos pelo fogo, embora se pense que em 1344 ou 1348 o rei Eduardo III tenha proclamado São Jorge como patrono da Inglaterra. Apesar do seu culto ter sido proibido à época da reforma, a capela de São Jorge, em Windsor (completada entre 1483 e 1528) manteve-se como sede da ordem.
A Ordem da Jarreteira é mais antiga remanescente e mais prestigiosa ordem de cavalaria do Reino Unido desde sua concepção até hoje.

### Torneios
Em 1344, um grande torneio foi disputado em Windsor, que superou em esplendor todos os outros realizados neste período pelos monarcas europeus. Proeminentes cavaleiros de toda a Europa foram convidados. Acredita-se que o rei foi surpreendido com a ideia para a fundação da ordem durante o torneio. O torneio e a fundação da ordem, pouco depois, são considerados o apogeu da "Era da Cavalaria", quando as maneiras da corte, heráldica e comportamento cavalheiresco, em geral, chegaram na sua maior perfeição.

### Lista dos cavaleiros fundadores
Os 26 cavaleiros fundadores da Ordem da Jarreteira são os seguintes, listados na ordem de ascensão pelos números na Tenda da Jarreteira na Capela de São Jorge, sem contar o soberano, Eduardo III de Inglaterra:
| - Eduardo, Príncipe de Gales - Henrique de Grosmont, Conde de Lencastre - Tomás de Beauchamp - João III de Grailly - Ralph de Stafford, 2.º Barão Stafford - Guilherme de Montagu, 2.º Conde de Salisbury - Rogério Mortimer, 2.º Conde de March - João de Lisle, 2.º Barão Lisle - Bartolomeu de Burghersh - João de Beauchamp - João de Mohun, 2.º Barão Mohun - Hugo de Courtenay, 2.º Conde de Devon - Tomás Holland | - João de Grey - Ricardo Fitz-Simon - Miles Stapleton - Tomás Wale - Hugo Wrottesley - Nele Loring - João Chandos - Jaime Audley - Oto Holand - Henrique Earn - Sanchet D'Abrichecourt - Valter Paveley |

### Origens lendárias
A Ordem da Jarreteira, cuja tradução correta seria antes "Ordem da Liga" (em inglês Order of the Garter) em Portugal era primitivamente chamada "Ordem da Garrotea" que significava "Ordem do Laço".
O equívoco, que fez distanciar do seu nome original que traduzia uma estreita liga/enlace entre homens, através de um sério acordo entre pariatos nobres e amigos, trocado por uma ordinária liga para segurar as meias, advém de uma fantasiosa história, que está associada à criação desta ordem, possivelmente com a pretensão de denegri-la e aos movimentos ou pessoas que a defendiam e aos seus ideais cavalheirescos.

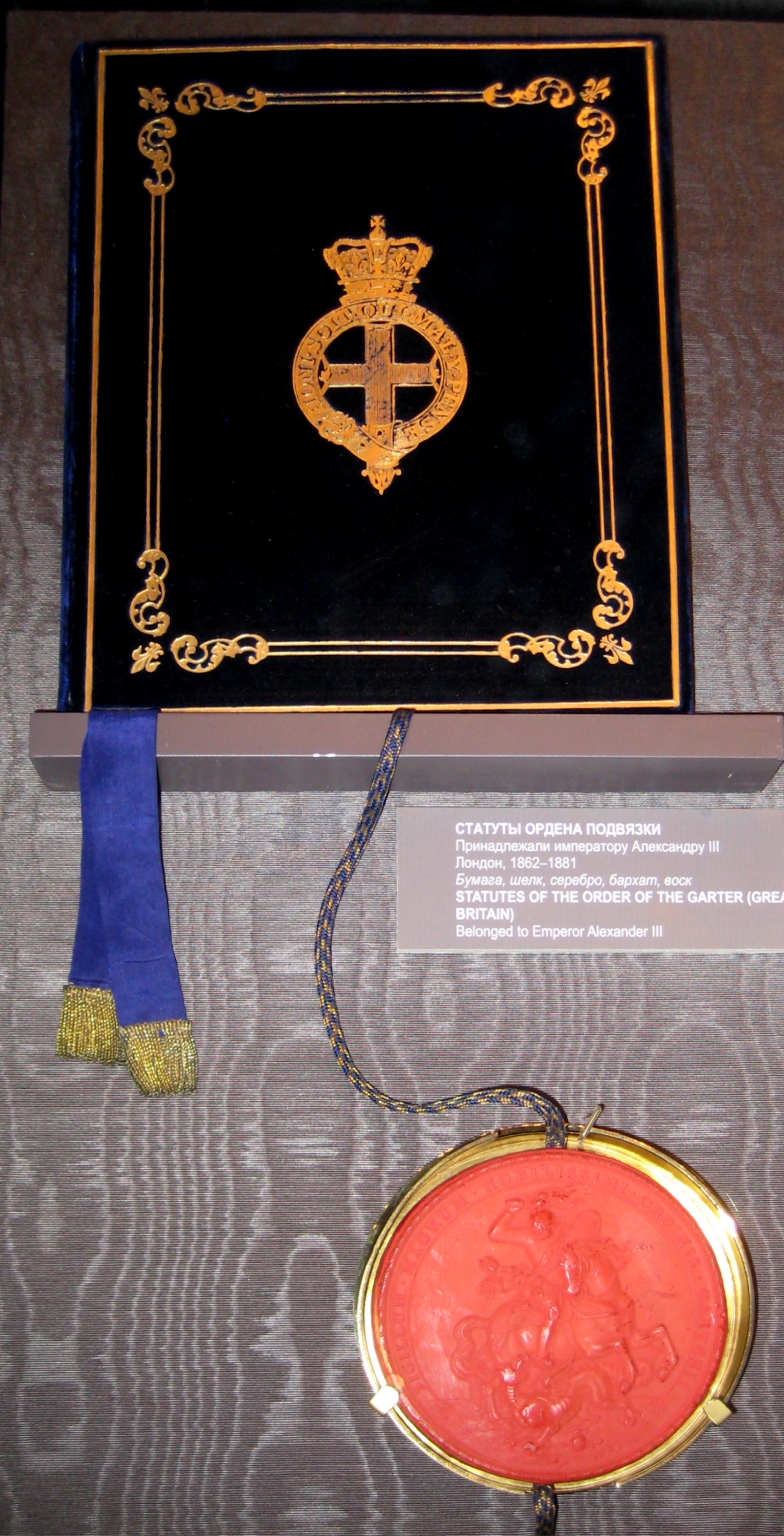
Estatutos da Ordem da Jarreteira

Essa lenda conta que Eduardo III estava dançando com a Condessa de Salisbury numa grande festa da corte, quando esta deixou cair a sua jarreteira. Ao apanhá-la do chão e amarrá-la de volta à sua perna, o rei reparou que os presentes os fitavam com sorrisos e murmúrios. Irado, exclamou: «Honni soit qui mal y pense» ("envergonhe-se quem nisto vê malícia"), frase que se tornou o lema da ordem; disse ele ainda que tornaria aquela pequena jarreteira azul tão gloriosa que todos a haveriam de desejar. Sendo esta história verdadeira ou não, a Ordem da Jarreteira foi, de fato, criada por Eduardo III, o seu símbolo é uma jarreteira azul escuro, de rebordo dourado, em que aparecem inscritas, em francês, as palavras ditas pelo rei. Mas a verdade é que o seu símbolo era um cinto e que, depois de o sabermos, ainda o vemos lá.
Outra possibilidade, apresentada por alguns, é que a ordem tenha tomado o seu nome do pendente ou jóia mostrada tradicionalmente nas representações de São Jorge. A insígnia da ordem inclui um colar e uma insígnia pendurada, conhecida como Great George, de ouro e esmalte, em que aparece São Jorge a cavalo, matando o dragão. Ainda existe uma segunda medalha, conhecida como Lesser George.
De acordo com outra lenda, o rei Ricardo I foi inspirado no século XII por São Jorge o Mártir enquanto lutava nas Cruzadas para amarrar ligas ao redor das pernas dos seus cavaleiros, que posteriormente ganharam a batalha. O rei Eduardo supostamente reavivou esse evento no século XIV quando fundou a ordem. Outra explicação é que o lema se refere à alegação de Eduardo ao trono da França e a Ordem da Jarreteira foi criada para ajudar a buscar essa afirmação. O uso da liga como um emblema pode ter derivado de tiras utilizadas para fixar armaduras.
Os eruditos medievais têm apontado para uma ligação entre a Ordem da Jarreteira e o poema inglês médio, Sir Gawain e o Cavaleiro Verde. Em Gawain, um cinto, muito semelhante em suas conotações eróticas para a liga, desempenha um papel proeminente. Uma versão aproximada do lema da ordem também aparece no texto. Ele traduz do francês antigo como "Maldito seja um coração covarde e avarento."
Enquanto o autor do poema permanece controverso, parece haver uma conexão entre dois dos principais candidatos e a Ordem da Jarreteira. Segundo o acadêmico J.P. Oakden, poderia ser João de Gante, um membro da ordem. Outra teoria concorrente é que o trabalho teria sido escrito por Enguerrando VII de Coucy, sétimo Senhor de Coucy. O Senhor de Coucy foi casado com a filha do rei Eduardo III, Isabela de Coucy, e foi dado a admissão à Ordem da Jarreteira no dia do casamento.

## Damas companheiras da Jarreteira

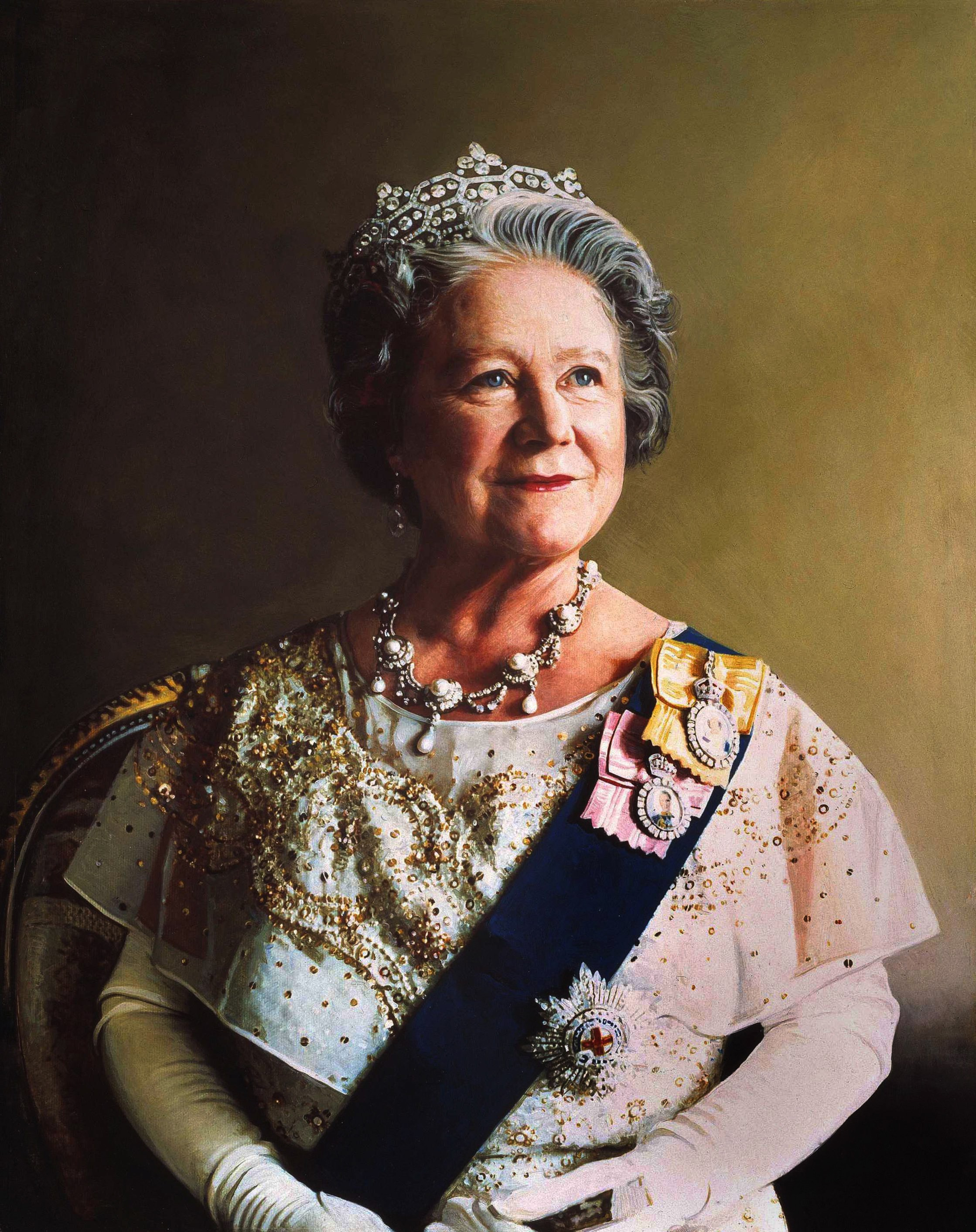
Rainha Isabel, a rainha mãe, usando a faixa da Ordem da Jarreteira.

Logo após a fundação da ordem, as mulheres foram nomeadas "Ladies of the Garter", mas não foram feitas companheiras. Henrique VII interrompeu a prática em 1488, quando sua mãe, Margarida Beaufort, foi a última dama da Jarreteira antes da rainha Alexandra. Exceto para os soberanos do sexo feminino, a próxima dama da Jarreteira nomeada foi rainha Alexandra, por seu marido o rei Eduardo VII. Jorge V também fez a sua consorte, a rainha Maria, uma dama da Jarreteira e o rei Jorge VI posteriormente, fez o mesmo para sua esposa, a rainha Isabel. Ao longo do século XX, as mulheres continuaram a ser associadas com a ordem, mas com exceção de monarcas estrangeiros do sexo feminino, elas não foram feitas companheiras. Em 1987, entretanto, tornou-se possível instalar as "Damas Companheiras da Ordem da Jarreteira" sob um estatuto da rainha Isabel II.

## A ordem

### Membros
O monarca reinante do Reino Unido é, enquanto soberano, sempre o grão-mestre da ordem. Isso e desde a sua fundação, até 1786, como se de uma Távola Redonda se tratasse, eram sempre uma liga de 25 cavaleiros apenas nos quais ele se incluía.

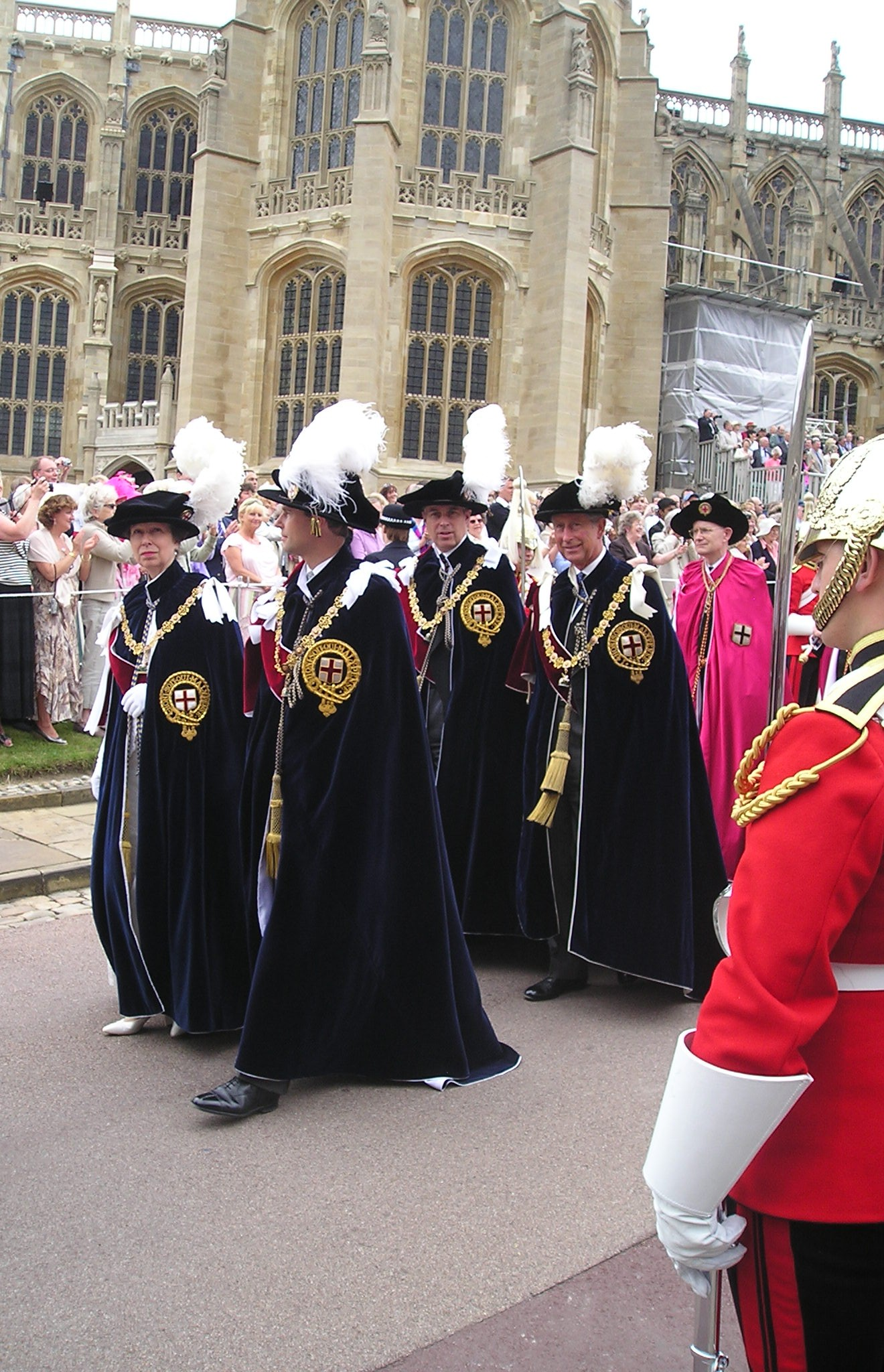
O Príncipe de Gales com seus irmãos a Princesa Real, o Conde de Wessex e o Duque de Iorque, que são membros extranumerários da ordem.

Hoje, além do grão-mestre existem os cavaleiros reais (nos quais se inclui sempre o Príncipe de Gales, podendo o monarca ainda nomear vários membros da família real), os cavaleiros estrangeiros (vários monarcas reinantes de países estrangeiros nomeados pelo monarca britânico), tidos como cavaleiros extranumerários e os cavaleiros ou damas-companheiras (24 personalidades nomeadas pelo monarca britânico). Somente o monarca pode conceder a adesão. Ele ou ela é conhecida como “Soberano (ou Soberana) da Jarreteira”, e o príncipe de Gales é conhecido como um Cavaleiro companheiro da Jarreteira.
Os membros masculinos da ordem são intitulados "Cavaleiros Companheiros", e membros do sexo feminino são chamados de "Damas Companheiras". Anteriormente, o soberano preenchia as vagas após a nomeação dos membros. As nomeações são vitalícias e intransmissíveis (não são hereditárias). Quando falece um cavaleiro-companheiro, os demais têm o dever de propor nomes de personalidades que considerem deter suficiente honra e merecimento para ocupar a vaga do falecido; contudo, a decisão final relativa à nomeação cabe de forma exclusiva e livre ao monarca britânico. Os cavaleiros são nomeados em 23 de abril, dia de São Jorge. e o dia está associado com uma rosa vermelha, embora a cor de São Jorge seja azul, e é tradição vestir algo azul para a cerimônia. Nessa ocasião, deverá usar-se a jarreteira na perna esquerda, logo abaixo da cintura. Cada membro poderia nomear nove candidatos, dos quais três teriam que ter a patente de Conde ou maior, três a posição de Barão ou maior, e três a categoria de Cavaleiro ou superior. O soberano poderia escolher como candidatos quantos foram necessários para preencher as vagas na ordem. Ele ou ela não era obrigado a escolher aqueles que receberam o maior número de indicações. Os candidatos foram nomeados até 1860, e as nomeações já foram feitas pelo soberano agindo sozinho, sem indicações anteriores. Os estatutos da prescrição do procedimento anterior não foram alteradas, no entanto, até 1953.
A partir do século XVIII, o soberano fez suas escolhas com base no parecer do governo. Entretanto, o rei Jorge VI acreditava que a Ordem da Jarreteira e a Ordem do Cardo tinham se tornado muito ligadas ao clientelismo político. Em 1946, com a aprovação do primeiro-ministro e do líder da oposição, a adesão a estas duas ordens se tornou um presente pessoal do soberano, mais uma vez. Assim, o soberano pessoalmente seleciona cavaleiros e damas Companheiros da Ordem da Jarreteira, não sendo necessário agir sob os conselhos de governo.

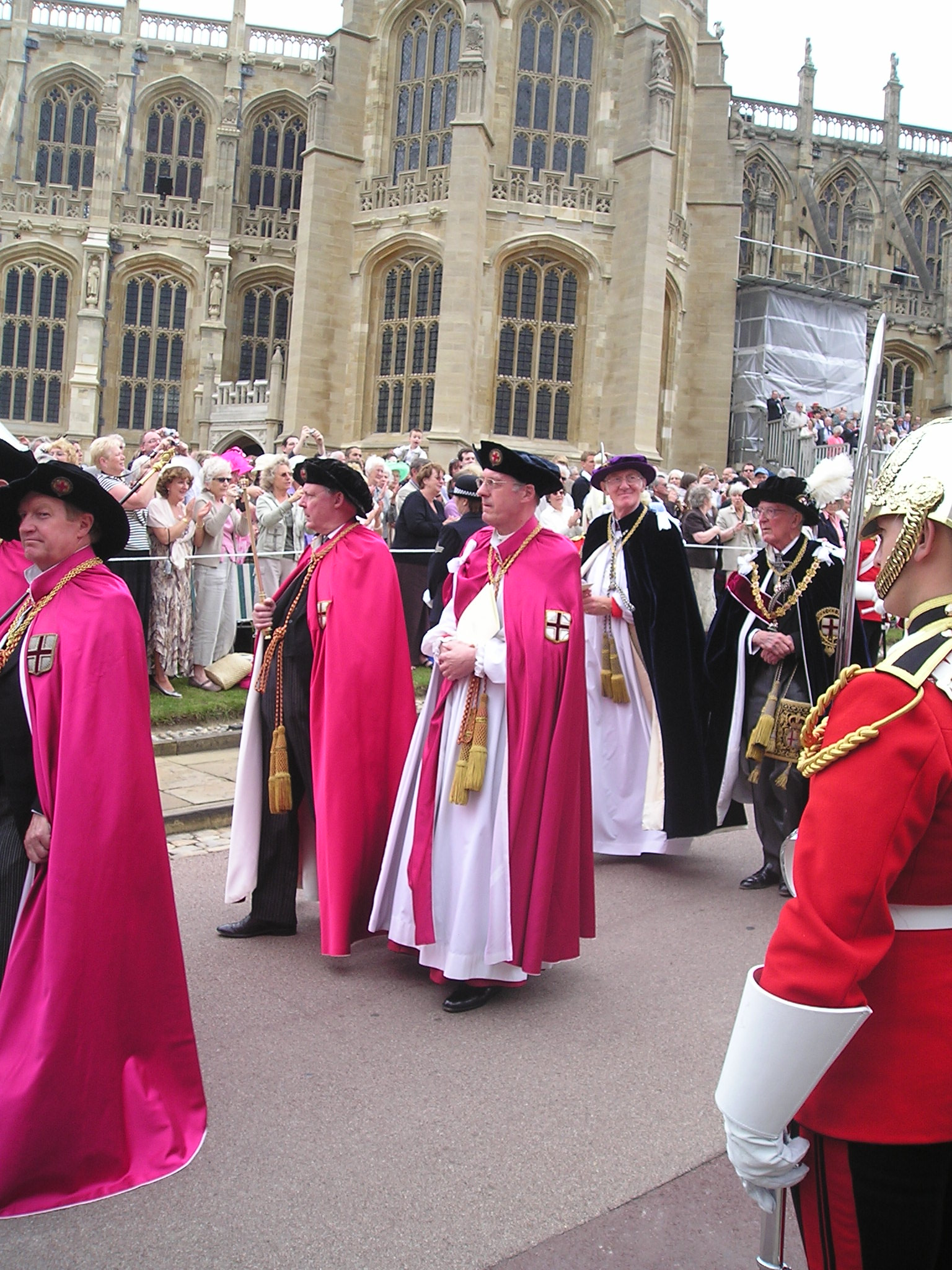
Oficiais da Ordem da Jarreteira (da esquerda para direita): Secretário (pouco visível), Cavalheiro Ostiário do Bastão Negro, Rei-de-armas principal da Jarreteira, Registrador, Prelado e Chanceler.

Além disso, o decreto inclui membros extranumerários, que não contam para o limite de 24 companheiros. Vários membros extranumerários, conhecidos como "cavaleiros e damas Reais da Jarreteira", pertencem à família real. Estes títulos foram introduzidos em 1786 pelo rei Jorge III, para que seus filhos não contassem para o limite no número de companheiros. Ele criou o estatuto dos membros extranumerários em 1805 de modo que qualquer descendente de Jorge II pudesse ser instalado como membro. Em 1831, este estatuto foi refeito para incluir todos os descendentes do rei Jorge I.

### Cavaleiros e Damas Estrangeiros da Jarreteira
Com a instalação do imperador Alexandre I da Rússia, em 1813, como membro extranumerário, este foi estendido aos soberanos estrangeiros, que são conhecidos como "Cavaleiros e Damas Estrangeiros da Jarreteira". Cada uma dessas instalações inicialmente obrigava à promulgação de uma lei, no entanto, uma lei de 1954 autoriza a admissão regular dos cavaleiros ou damas estrangeiros sem outras leis específicas. Em ordens menores de cavalaria, os membros estrangeiros seriam considerados como tendo recebido título de cavaleiro honorário.
Tradicionalmente, certos monarcas reinantes na Europa são admitidos na ordem. Eles são apontados como “estrangeiros”, apesar de que muitos seriam elegíveis para admissão como cavaleiros e damas reais, como descendentes de Jorge I. Constantino II da Grécia, nem no seu curto reinado, ou desde que ele foi deposto em 1973, conseguiu que ele e seu pai Paulo da Grécia fossem membros da ordem. Da mesma forma, Alberto II da Bélgica, apesar da subida ao trono em 1993, é o único monarca belga, até hoje que não tinha sido admitido na ordem. Por um tempo, tanto Juliana dos Países Baixos e sua sucessora Beatriz dos Países Baixos eram simultaneamente membros da ordem, como Damas Estrangeiras da Ordem da Jarreteira.
Mas, mesmo antes dessa fase de abertura a estrangeiros, cedo surgem vários reis e príncipes infantes de Portugal, tal como há uns poucos nobres fidalgos portugueses, que tiveram a honra de serem agraciados com esta ordem, onde se denota a excepcional ligação com a Casa Real inglesa e uma estratégia comum que havia com a Casa Real Portuguesa.
O primeiro que temos foi D. João I. Seguindo-se os seus filhos D. Pedro, Duque de Coimbra, D. Duarte I e D. Henrique, Duque de Viseu. E logo mais tarde descendentes D. Afonso V, D. João II, D. Manuel I, D. João VI, D. Manuel II. E inicialmente, não rei e não infante, apenas se confirma em absoluto D. Álvaro Vaz de Almada, Conde de Avranches. Como extraordinário é a rainha consorte D. Filipa de Lencastre, mulher de Dom João I, também ter entrado nesta liga, embora pese o fato de ser igualmente princesa de Inglaterra.
O até hoje único, membro da ordem proveniente da América do Sul foi o Imperador D. Pedro II do Brasil, sagrado Cavaleiro Estrangeiro pela rainha Vitória em Windsor, em 1871, como parte da política de reaproximação entre o Brasil e o Reino Unido, abalada desde a Questão Christie. Pedro II era membro do ramo brasileiro da Casa de Bragança, que na altura também governava o Portugal. Os trajes e a condecoração da Ordem da Jarreteira a ele pertencentes estão em exposição no Museu Imperial, em Petrópolis, Rio de Janeiro.

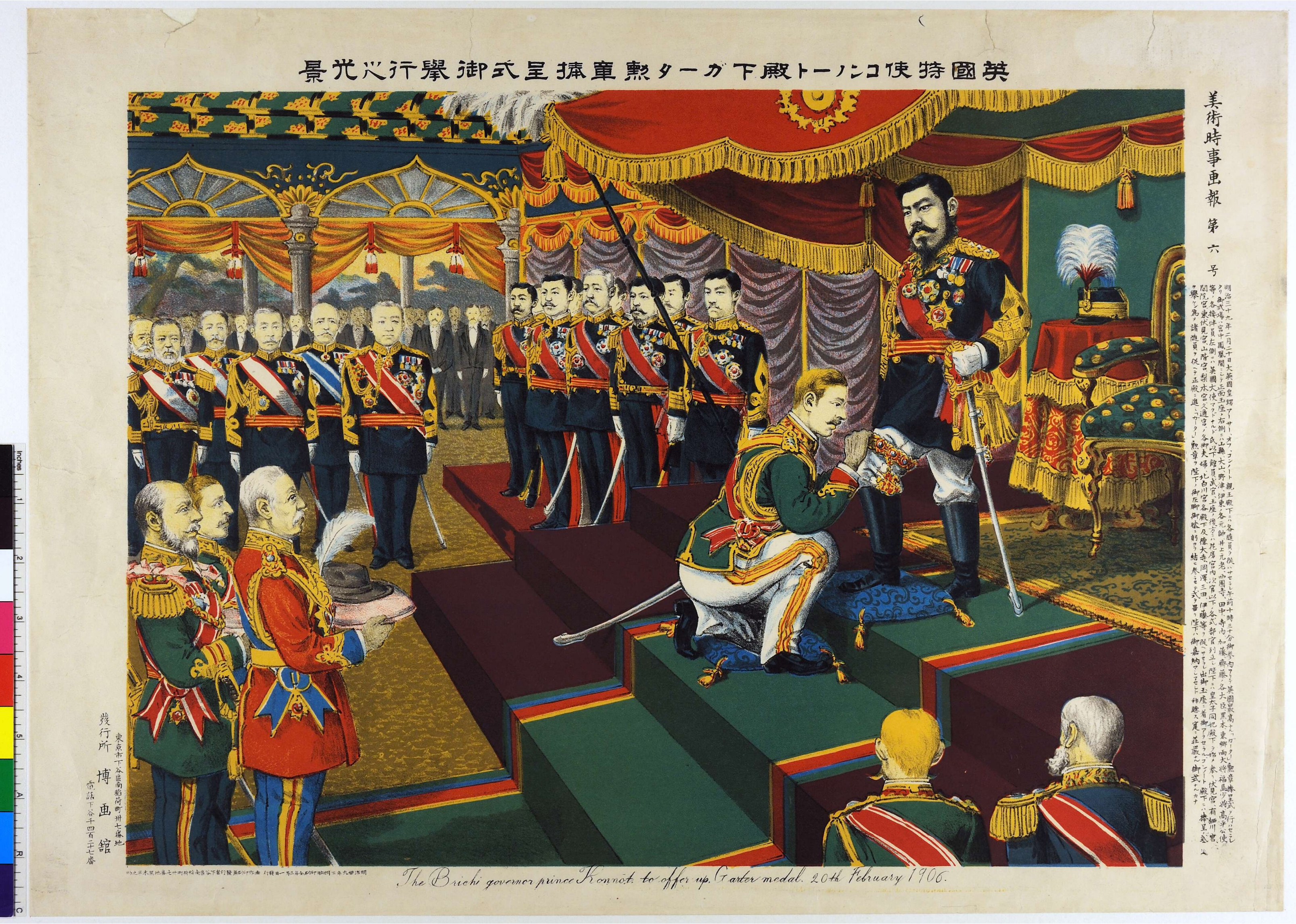
O Imperador Meiji recebendo a Ordem da Jarreteira do príncipe Artur de Connaught em 1906, como consequência da Aliança Anglo-Japonesa.

O primeiro membro da ordem admitido da Ásia foi Nasser al-Din Shah Qajar, criado Cavaleiro Estrangeiro em 1873. Seu sucessor imediato também foi aceito na ordem em 1903, que foi seguido pelo Imperador Meiji do Japão em 1906.
O primeiro membro não-cristão a ser admitido na ordem foi Abdul Mejide I, Sultão do Império Otomano, em 1856, como um Cavaleiro Estrangeiro.
O primeiro, e até agora único, membro da ordem oriundo da África foi Haile Selassie, Imperador da Etiópia, criado como Cavaleiro Estrangeiro em 1954.
O primeiro cavaleiro a partir de Australásia ou Oceania foi Richard Casey, Barão Casey, um político australiano, diplomata e 16º Governador-Geral da Austrália, criado Cavaleiro Companheiro em 1969. Posteriormente, mais dois australianos, sir Paul Hasluck e sir Ninian Stephen foram nomeados. Três neozelandeses foram nomeados, Charles Elworthy, Barão Elworthy, sir Keith Holyoake e sir Edmund Hillary. A nomeação de sir Edmund como cavaleiro companheiro era incomum para um cavaleiro de um dos reinos da Comunidade das Nações, na medida em que não era pertencente ao serviço político ou militar.
Atualmente, Akihito é o único membro de fora da Europa e provavelmente o único não-cristão que é membro da ordem. Ele é o quarto Imperador do Japão de forma consecutiva a ser um Cavaleiro Estrangeiro.

### Situação de conflito
O soberano inglês pode "degradar" os membros que tenham cometido crimes graves, como traição, fugindo do campo de batalha ou que tenham pegado em armas contra o soberano.
Durante a I Guerra Mundial, dois Cavaleiros Reais e seis Cavaleiros Estrangeiros, todos monarcas ou príncipes de nações inimigas, incluindo o imperador Guilherme II da Alemanha da Alemanha e imperador Francisco José I da Áustria, foram retirados do rol da ordem ou tiveram suas nomeações anuladas em 1915.
O estandarte do imperador Hirohito do Japão foi retirado da Capela de São Jorge quando o Japão entrou na Segunda Guerra Mundial em 1941, mas o estandarte e a comenda do monarca japonês foram restaurados por Isabel II em 1971, momento em que ele fez uma visita de Estado ao Reino Unido. O imperador estava particularmente satisfeito com a restauração de seu status como um cavaleiro da Ordem da Jarreteira. O rei Vítor Emanuel III da Itália também foi degradado como Cavaleiro Estrangeiro, depois da Itália entrar na guerra contra o Reino Unido e seus aliados.
A partir do final do século XV, houve uma cerimônia formal de degradação, em que o Rei de Armas da Jarreteira, acompanhado pelo resto dos arautos, procedia à Capela de São Jorge. Enquanto o Rei de Armas da Jarreteira lia em voz alta o instrumento de degradação, um arauto subia uma escada e retirava a bandeira do antigo cavaleiro, o leme da crista e a espada, jogava-os para dentro do coro. Então o resto do arautos chutava para baixo do comprimento da capela, fora das portas, e no fosso do castelo. A última degradação formal foi a do duque de Ormonde em 1716.

### Oficiais
A ordem tem seis oficiais: o Prelado, o Chanceler, o Registrador, o Rei de Armas principal da Jarreteira, o Ostiário e o Secretário. Os ofícios de Prelado, Registrador e Ostiário foram criados no estabelecimento da ordem; os de rei de armas principal da Jarreteira e Chanceler, no século XV]; e o de Secretário, no século XX.
O ofício de Prelado é exercido pelo Bispo de Winchester, tradicionalmente um dos mais antigos bispos da Igreja da Inglaterra. O ofício de Chanceler agora é exercido por um dos companheiros da ordem. Na maior parte de sua existência, o Bispo de Salisbury ocupou o cargo, embora leigos também o tenham exercido entre 1553 e 1671. Em 1837, após as alterações feitas para a jurisdição do Castelo de Windsor cair na Diocese de Oxford, a Chancelaria foi transferida para o Bispo de Oxford. Um século mais tarde, o Bispo de Salisbury desafiou esta transferência, alegando que a Chancelaria havia sido anexado ao seu mandato, independentemente da diocese em que a capela ficasse; e que, de qualquer forma, a Capela de São Jorge, como Royal Peculiar, não estava sob uma jurisdição diocesana. O ofício do chanceler foi retirado do Bispo de Oxford (o bispo de saída na época havia sido muito sincero na crise da abdicação de Eduardo VIII), e desde então tem sido realizado por um dos Cavaleiros Companheiros. Desde 1937, os seguintes membros tiveram o cargo de chanceler:
- O Duque de Portland (1937–1943)
- O Conde de Halifax (1943–1959)
- O Marquês de Salisbury (1960–1972)
- O Visconde Cobham (1972–1977)
- O Marquês de Abergavenny (1977–1994)
- O Lorde Carrington (1994-2012)
- O Duque de Abercorn (2012-2024)
- A Baronesa Manningham-Buller (desde 2024)

O ofício de Registrador tem sido exercido pelo Deão de Windsor desde 1558. O Rei de Armas principal da Jarreteira é ex officio o mais antigo do College of Arms (a autoridade heráldica da Inglaterra), e é usualmente apontado dentre outros oficiais de armas do Colégio. Como o título sugere, o Rei-de-armas principal da Jarreteira tem funções específicas como oficial de armas da ordem, atendendo aos elmos dos companheiros e estandartes de armas, que são exibidas na capela. O secretário, que atua como vice nos aspectos cerimoniais da ordem, tem desde 1952 também sido selecionado a partir de outros oficiais do Colégio de Armas. O ofício de Ostiário é exercido pelo Cavalheiro Ostiário do Bastão Negro, que também é o Sargento-de-armas da Casa dos Lordes (embora suas funções sejam realizadas com mais frequência lá pelo seu suplente, o Soldado Ostiário).

### Cavaleiros Militares de Windsor

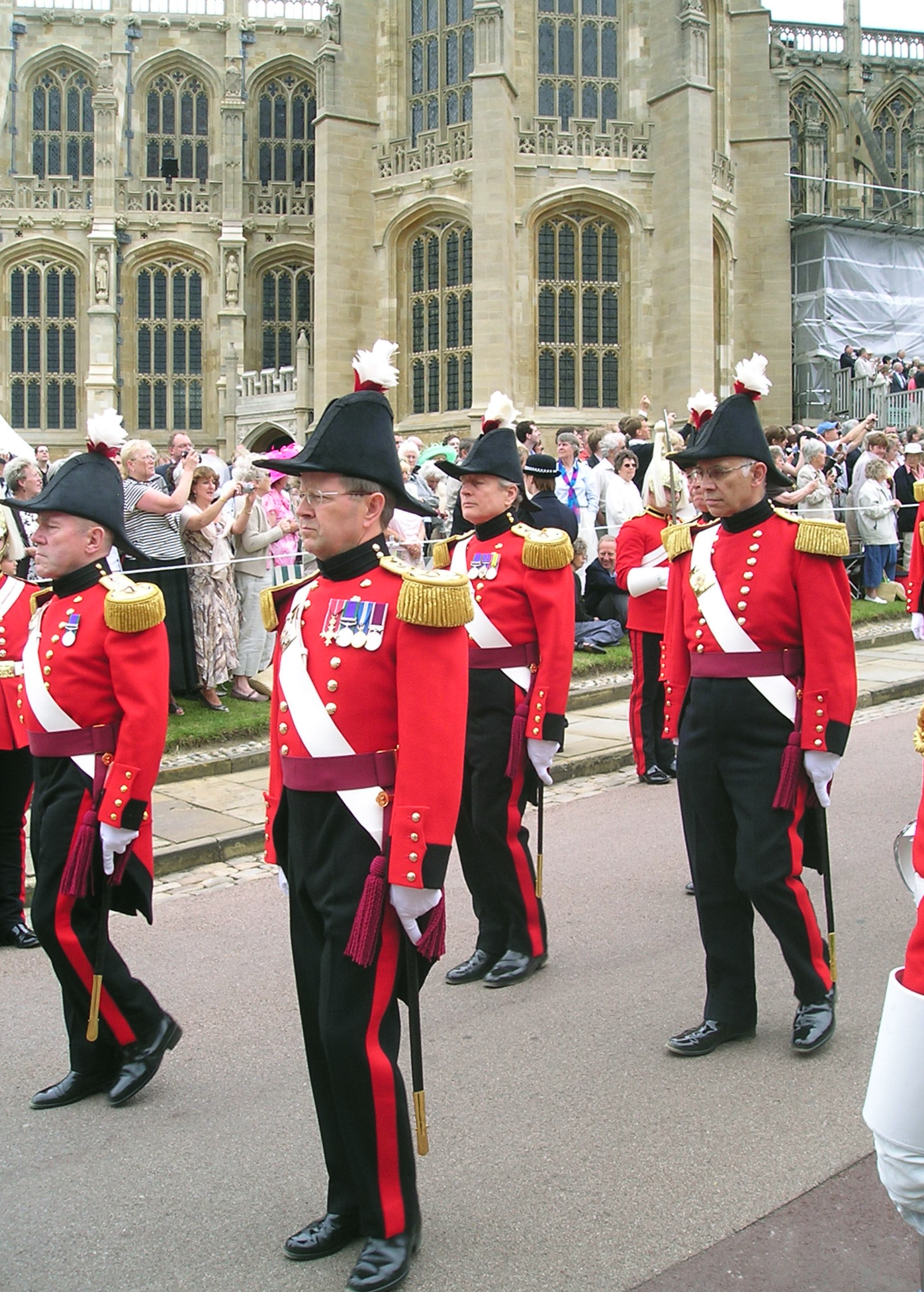
Cavaleiros Militares de Windsor na procissão para o serviço da Jarreteira.

Na fundação da Ordem da Jarreteira, 26 "pobres cavaleiros" foram apontados e anexados à ordem e sua capela. Este número não foi sempre mantido, e no século XVII, havia apenas treze pessoas como cavaleiros. O rei Carlos II aumentou o número para dezoito depois de sua coroação em 1660. Depois da oposição dos cavaleiros em ser chamados de "pobres", o rei Guilherme IV redesignou-os no século XIX como os Cavaleiros Militares de Windsor.
Os pobres cavaleiros eram veteranos militares empobrecidos, obrigados a orar diariamente para os cavaleiros companheiros. Em troca, eles recebiam um salário e alojamento no Castelo de Windsor. Os cavaleiros não são necessariamente pobres, mas ainda são pensionistas militares. Eles participam de procissões da ordem, acompanhando os seus membros, e nos serviços da capela. No entanto, eles não são considerados cavaleiros ou membros da ordem.
Os "pobres cavaleiros" originalmente usavam mantas vermelhas, cada uma das quais com uma Cruz de São Jorge, mas não retratavam a Jarreteira. A rainha Isabel I substituiu o manto nos séculos XVI e XVII com vestes de azul e roxo, mas os mantos vermelhos voltaram no século XVII sob o Rei Carlos I. Quando os cavaleiros foram renomeados, os mantos foram abandonados. Os cavaleiros militares agora usam o antigo uniforme militar de um "oficial do exército de registro livre": calça preta com listra vermelha, uma casaca vermelha trespassada , dragonas e escovas, um bicorne com uma pluma e uma espada em uma faixa branca.

## Vestimentas e acessórios

### Membros

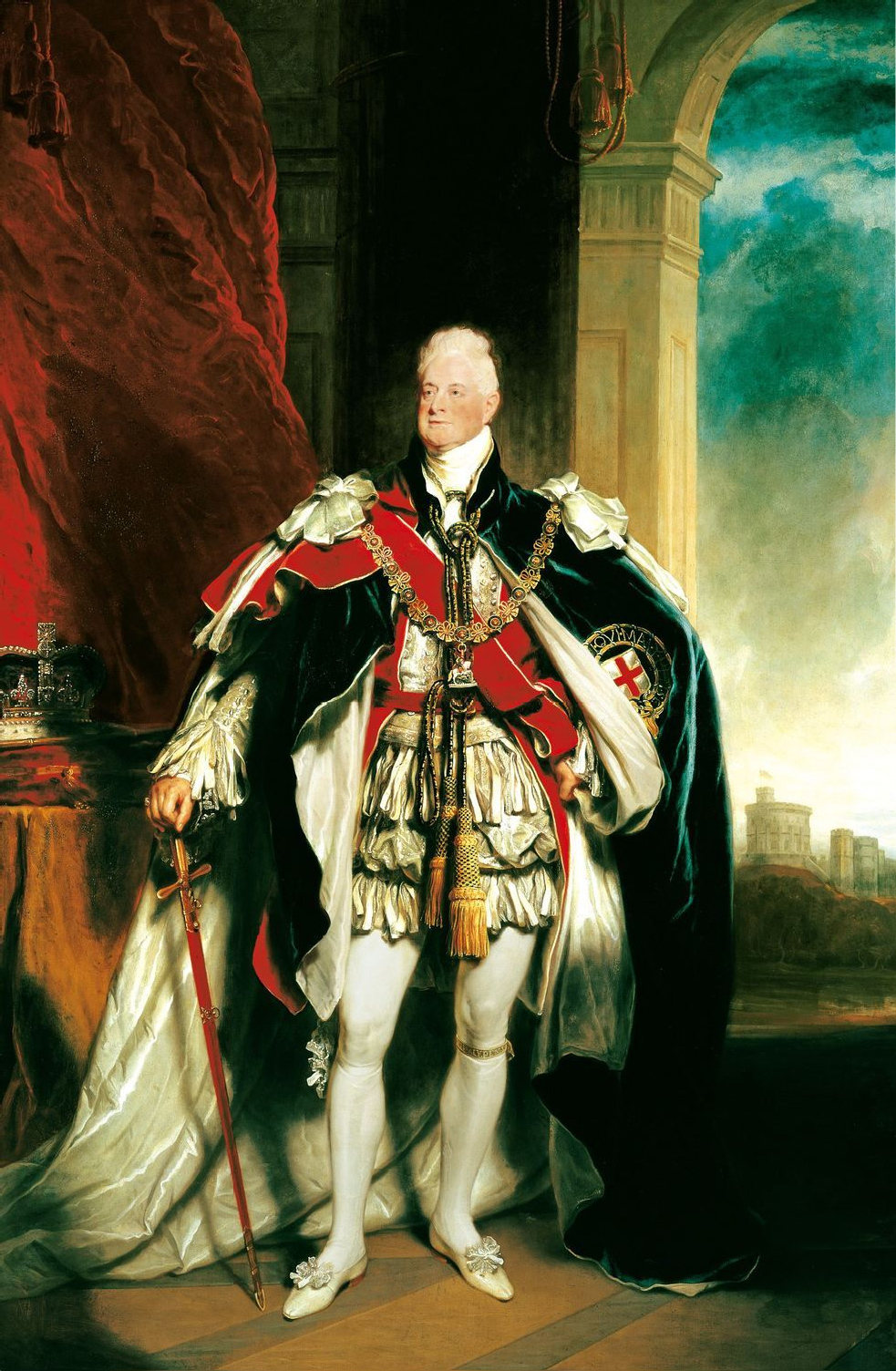
O rei Guilherme IV, com o manto, o colar e a jarreteira (na perna esquerda), em 1833.

Para ocasiões cerimoniais da ordem, como o dia anual da Jarreteira, os membros usam elaboradas vestimentas e apetrechos (acessórios), que incluem:
- O manto é a roupa ou robe usado pelos membros desde o século XV. Era feito de lã, desde o século  XVI passou a ser feito de veludo. O manto foi originalmente púrpura, mas variou durante os séculos XVII e XVIII entre o azul celeste, azul claro, azul royal, azul escuro, violeta e azul ultramarino. Os mantos agora são azul-escuros com uma linha em tafetá branco. O brasão heráldico da Cruz de São Jorge circulado pela liga é costurada sobre o ombro esquerdo do manto, mas o manto do soberano tem a estrela da ordem. Anexado ao manto sobre o ombro direito há um capuz de veludo vermelho escuro e uma túnica, que perderam toda a função ao longo do tempo e aparecem para o observador moderno simplesmente como um toque de cor.[16]
- O chapéu é um gorro Tudor de veludo preto com uma pluma de avestruzes brancas e penas de garça preta.[16]
- O colar é um acessório usado ao redor do pescoço, sobre o manto e fixado com fitas brancas amarradas com fitas nos ombros. Como o manto, foi introduzido nos séculos XV e XVI. Feito em puro ouro, pesa 30 onça-troy (0,933 kg). O colar é composto de nós alternando com medalhões de ouro esmaltado mostrando uma rosa rodeada pela Jarreteira. Durante o reinado de Henrique VII, cada liga era rodeada de duas rosas, uma vermelha e uma branca, mas ele mudou o projeto de forma que cada liga rodeava apenas uma rosa vermelha.[16]
- O Jorge (Great George), que está pendurado no colar, é uma figura colorida esmaltada (às vezes de jóias) tridimensional de São Jorge, o Mártir, montado num cavalo, matando um dragão.[16]
- A Jarreteira é usada em ocasiões cerimoniais em torno da panturrilha esquerda por cavaleiros e todo o braço esquerdo por senhoras, e está representado em várias insígnias. A Liga é uma cinta de veludo azul-escuro dobrada (originalmente azul-claro), e tem o lema em letras de ouro. As ligas de cavaleiros e damas estrangeiros já foram confeccionadas com várias joias.[16]

Em outras ocasiões, quando decorações são usadas, os membros usam insígnias simples:
- O colar é usado no chamado collar day sobre o uniforme militar ou roupa de noite pelos membros participantes dos eventos formais. A gola é presa nos ombros com fitas de seda. Desde que o colar signifique a Ordem da Jarreteira, os membros podem então usar a faixa de qualquer outra ordem a que pertençam.[16]
- A estrela, que é usada presa ao peito esquerdo, foi introduzida no século XVII por Carlos I e é uma representação colorida esmaltada do escudo heráldico da Cruz de São Jorge, rodeado da Ordem da Jarreteira, que é cercada por um emblema de prata de oito pontos. Cada ponto é descrito como um aglomerado de raios, com os quatro pontos das direções cardeais mais os intermediários. As estrelas dos cavaleiros e damas estrangeiros já foram elaboradas com várias jóias. Uma vez que a Ordem da Jarreteira é a ordem superior do Reino Unido, um membro usará sua estrela acima das outras (até três) que ele ou ela tenha.[16]
- A faixa tem 4 polegadas (10.16 cm) e é usada por cima do ombro esquerdo, ou preso debaixo dele, para o quadril direito, e foi introduzido no século XVII por Carlos I. A cor da faixa tem variado ao longo dos anos, que era originalmente azul claro, mas com uma sombra escura sob os monarcas de Hanôver. Em 1950, a cor foi definida como "azul martim-pescador". Um membro vai usar apenas um faixa, mesmo se ele ou ela pertencer a várias ordens.[16]
- O emblema é usado suspenso por uma pequena ligação de ouro na faixa no quadril direito, e é às vezes conhecido como the Lesser George. Como o Great George, o emblema mostra São Jorge, o Mártir, matando um dragão a cavalo, mas é mais liso e de ouro. No século XV, o emblema foi usado ligado a uma fita em volta do pescoço. Isso não era muito conveniente quando se estava a cavalo, assim o costume de usá-lo com uma fita debaixo do braço direito foi desenvolvido.[16]

Com a morte de um membro, o emblema e a estrela são devolvidas pessoalmente ao soberano pelo parente do sexo masculino mais próximo do ex-membro e as outras insígnias para a Chancelaria Central das Ordens de Cavalaria.

### Oficiais
Para ocasiões cerimoniais da ordem, os oficiais usam as seguintes roupas e acessórios:
- Os mantos para o prelado e chanceler são o azul escuro como os dos membros (como um membro, o chanceler veste manto de um membro), mas os mantos para os outros oficiais são o vermelho escuro. Todas as camisas são bordadas com um escudo heráldico da Cruz de São Jorge. Para cerimônias da Jarreteira, o Rei de Armas principal da Jarreteira usa este manto vermelho ao invés do colete de armas reais usada para outras ocasiões cerimoniais de Estado.[16]
- Os oficiais usam distintivos do ofício suspensos em uma corrente ao redor do pescoço. O emblema para o Prelado mostra a the Lesser George, rodeada pela liga, que é encimado por uma mitra de um bispo. O emblema para o Chanceler é uma rosa, rodeada pela Liga. O emblema do Registrador é de duas penas cruzadas sobre um livro, rodeado pela liga encimado por uma coroa. O emblema do Rei de Armas principal da Jarreteira são as armas reais empaladas com a Cruz de São Jorge, rodeado pela liga e encimado por uma coroa. O emblema para o Ostiário é um nó (como aqueles nos colares dos companheiros da ordem), rodeado pela liga e encimado por uma coroa. O emblema para o Secretário mostra duas penas cruzadas na frente de uma rosa e rodeada pela liga, encimado por uma coroa.[16]

O Chanceler carrega uma bolsa, que é bordada com as armas reais empalada pela Cruz de São Jorge. A bolsa contém o selo da ordem. O Rei-de-armas principal da Jarreteira carrega sua batuta de ofício. O Ostiário leva seu artigo pessoal de ofício, o Bastão Negro.

## Membros atuais

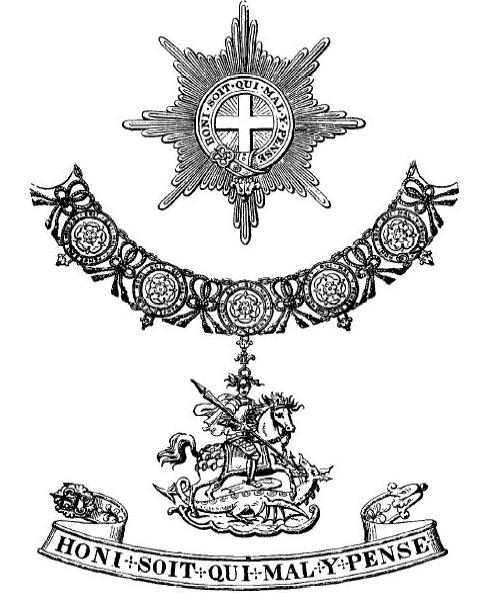
Insígnias da Ordem da Jarreteira.

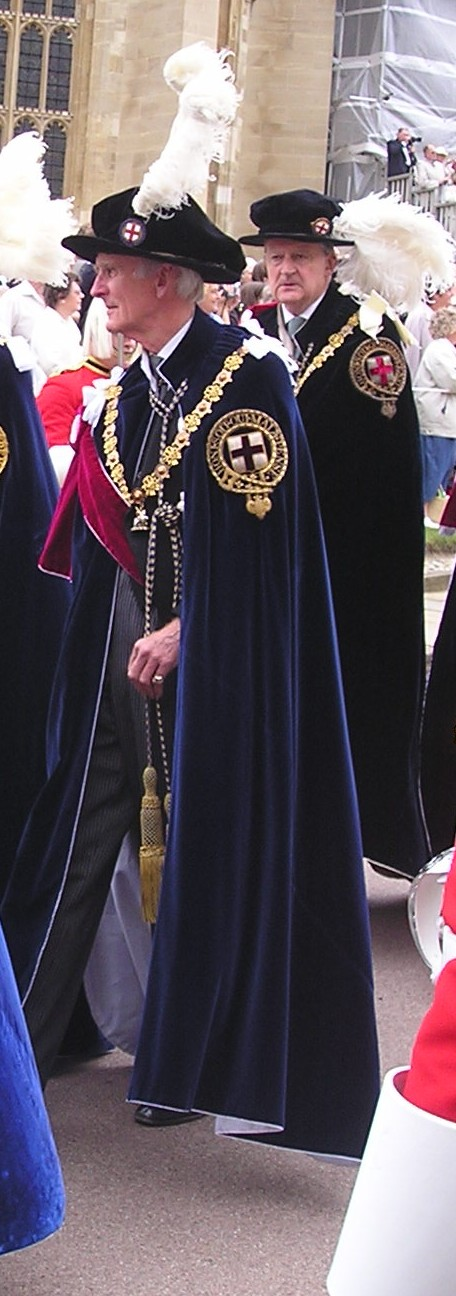
Sir Antony Arthur Acland, com os trajes de um cavaleiro da Ordem da Jarreteira. Atrás, com as mesmas vestes, o Chanceler James Hamilton, 5.º Duque de Abercorn.

São atualmente membros da ordem:

### Membrosex officio
- SM o Rei (1958, Soberano desde 2022)
- SAR o Príncipe de Gales (2008)

### Cavaleiros e damas companheiros
1. James Hamilton, 5.º Duque de Abercorn (1999)
2. Robin Butler, Barão Butler de Brockwell (2003)
3. Sir John Major (2005)
4. Richard Luce, Barão Luce (2008)
5. Nicholas Phillips, Barão Phillips de Worth Matravers (2011)
6. Graham Eric Stirrup, Barão Stirrup (2013)
7. Eliza Manningham-Buller, Baronesa Manningham-Buller (2014)
8. Mervyn Allister King, Barão King de Lothbury (2014)
9. Charles Kay-Shuttleworth, Barão Shuttleworth (2016)
10. Lady Mary Fagan (2018)
11. Alan Brooke, 3.º Visconde Brookeborough (2018)
12. Robert Gascoyne-Cecil, 7.º Marquês Salisbury (2019)
13. Lady Mary Peters (2019)
14. Valerie Amos, Baronesa Amos (2022)
15. Sir Tony Blair (2022)
16. Catherine Ashton, Baronesa Ashton de Upholland (2023)[48]
17. Christopher Patten, Barão Patten de Barnes (2023)[48]
18. Stuart William Peach, Barão Peach (2024)[49]
19. Ajay Kumar Kakkar, Barão Kakkar (2024)[49]
20. Andrew Lloyd Webber, Barão Lloyd-Webber (2024)[49]
21. vago [nota 1]
22. vago [nota 2]
23. vago [nota 3]
24. vago [nota 4]

### Cavaleiros e damas reais
1. SAR o Duque de Kent (1985)
2. SAR a Princesa Real (1994)
3. SAR o Duque de Gloucester (1997)
4. SAR a princesa Alexandra, A Honorável Lady Ogilvy (2003)
5. SAR o Duque de Iorque (2006)
6. SAR o Duque de Edimburgo (2006)
7. SM a Rainha (2022)
8. SAR a Duquesa de Gloucester (2024)[49]

### Cavaleiros e damas estrangeiros
1. SM a Rainha Margarida II (1979)
2. SM o Rei da Suécia (1983)
3. SM o Rei Emérito Juan Carlos da Espanha (1988)
4. SAR a princesa Beatriz dos Países Baixos (1989)
5. SMI o Imperador Emérito do Japão (1998)
6. SM o Rei da Noruega (2001)
7. SM o Rei da Espanha (2017)
8. SM o Rei dos Países Baixos (2018)

## Precedência e privilégios
Os membros tem posições assinaladas na ordem de precedência antes de todos os outros cavaleiros das outras ordem, com os baronetes acima. As esposas, filhos, filhas e noras de cavaleiros companheiros também tem atribuídos precedência. Parentes das damas companheiras não tem, contudo, atribuída qualquer posição especial. (Geralmente, os indivíduos podem derivar de precedência de seus pais ou maridos, mas não de suas mães ou esposas.) Ao chanceler é também atribuída prioridade, mas com exceção do período entre 1553 e 1671, quando o cargo foi ocupado por um leigo, que não era necessariamente um membro da Ordem, esta prioridade foi puramente teórica. Como um membro da Ordem, o Chanceler tem uma precedência maior do que ligado ao ofício, e quando o cargo foi preenchido por um bispo diocesano da Igreja da Inglaterra, o titular voltou a ter uma prioridade maior em virtude do cargo que qualquer que a chancelaria pudesse conceder
Os Cavaleiros Companheiros usam o prefixo "Sir" e Damas Companheiras usam o prefixo "lady" antes de seus nomes. Esposas de cavaleiros companheiros podem usar o prefixo "lady" em seu sobrenome, mas não existe privilégio correspondente para os maridos das damas companheiras. Tais formas não são usadas pelos príncipes e pariatos, exceto quando os nomes dos pariatos são gravados por extenso.
Cavaleiros e Damas companheiros usam as letras "KG" e "LG" após o nome, respectivamente. Quando um indivíduo tem o direito de uso de múltiplas letras após o nome, a Ordem da Jarreteira aparece antes de todos os outros, exceto em "Bt" (Baronete), "VC" (Cruz Vitória) e "GC" (Cruz de Jorge).
Os membros podem circundar suas armas com a Ordem da Jarreteira, e, se assim o desejarem, com uma representação do colar também. No entanto, a Ordem da Jarreteira é normalmente usada sozinha, a versão mais elaborada é raramente visto. Cavaleiros e damas estrangeiros não embelezam as armas que usam em seus países com as decorações inglesas.
Cavaleiros e Damas companheiros também têm direito a receber suportes heráldicos, um privilégio concedido a poucos outros particulares. Enquanto algumas famílias alegam ter os suportes pelo antigo uso, e outros têm sido concedidos como uma recompensa especial, apenas pariatos, cavaleiros e damas companheiras da Ordem da Jarreteira, cavaleiros e damas do cardo, e alguns outros cavaleiros e damas têm automaticamente direito a eles.

## Serviço da Jarreteira na Capela de São Jorge
A Ordem da Jarreteira realiza seus serviços na Capela de São Jorge, no Castelo de Windsor, mas eles se tornaram raros no século XVIII. Os serviços da Jarreteira foram descontinuados em 1805, mas foram revividas pelo rei Jorge VI em 1948 e tornaram-se um evento anual. A cada junho, na segunda-feira da semana do Royal Ascot, os membros da ordem, vestindo suas vestes cerimoniais e insígnias, encontram-se no na ala do Upper Ward (ala alta) do Castelo de Windsor. Eles fazem uma procissão a pé, liderados pelos Cavaleiros Militares de Windsor, através do castelo à Capela de São Jorge para o serviço. Se houver novos cavaleiros, eles são instalados nesta ocasião. Após o serviço, o retorno à Upper Ward é feito por carruagem.

## Galeria
- Os acessórios de cavaleiro da Ordem da Jarreteira
- Manto e chapéu da ordem
- Rainha Isabel II com o robe de Soberano da Ordem
- Lesser George, símbolo da ordem.